# Gustav Knuth

Gustav Knuth (1981)

Gustav Adolf Karl Friedrich Knuth (* 7. Juli 1901 in Braunschweig; † 1. Februar 1987 in Küsnacht, Schweiz) war ein deutscher Schauspieler. Nach dem Zweiten Weltkrieg nahm er die Schweizer Staatsbürgerschaft an.

## Familie

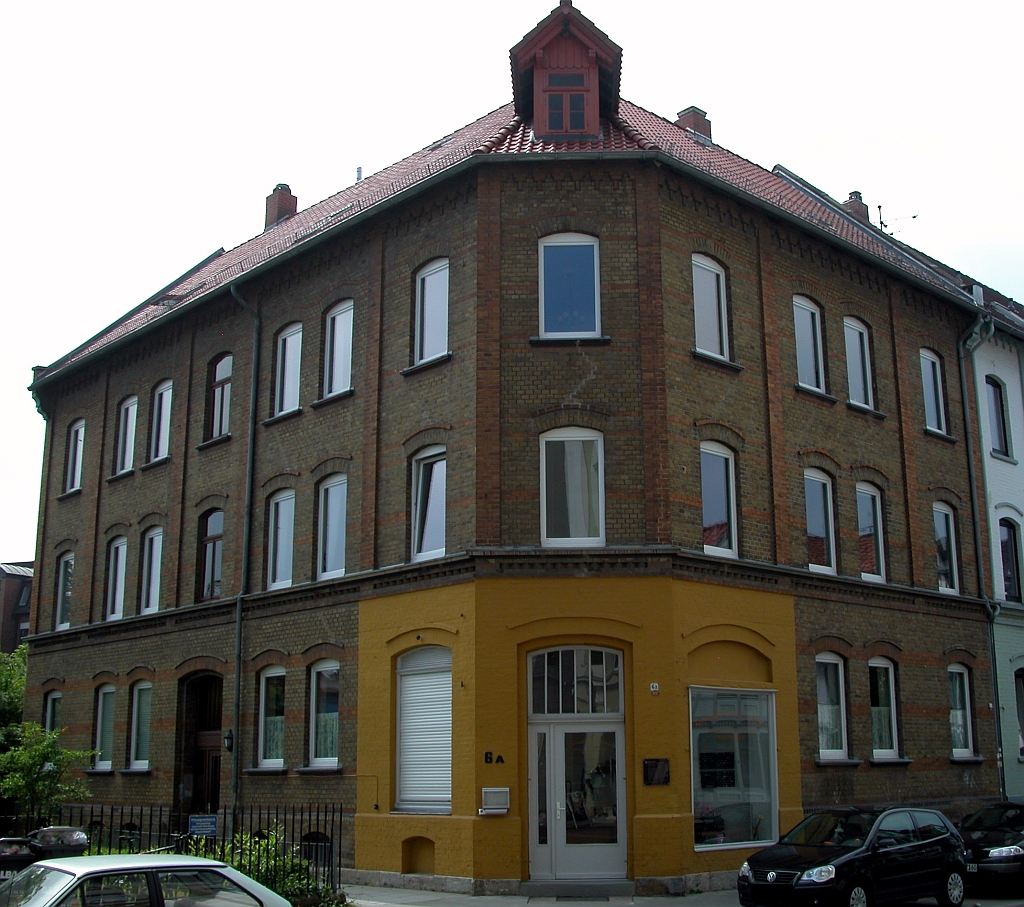
Braunschweig, Madamenweg 6 a (früher 4); hier wohnte Gustav Knuth bis zu seinem 17. Lebensjahr.

Gustav Knuth (1981)

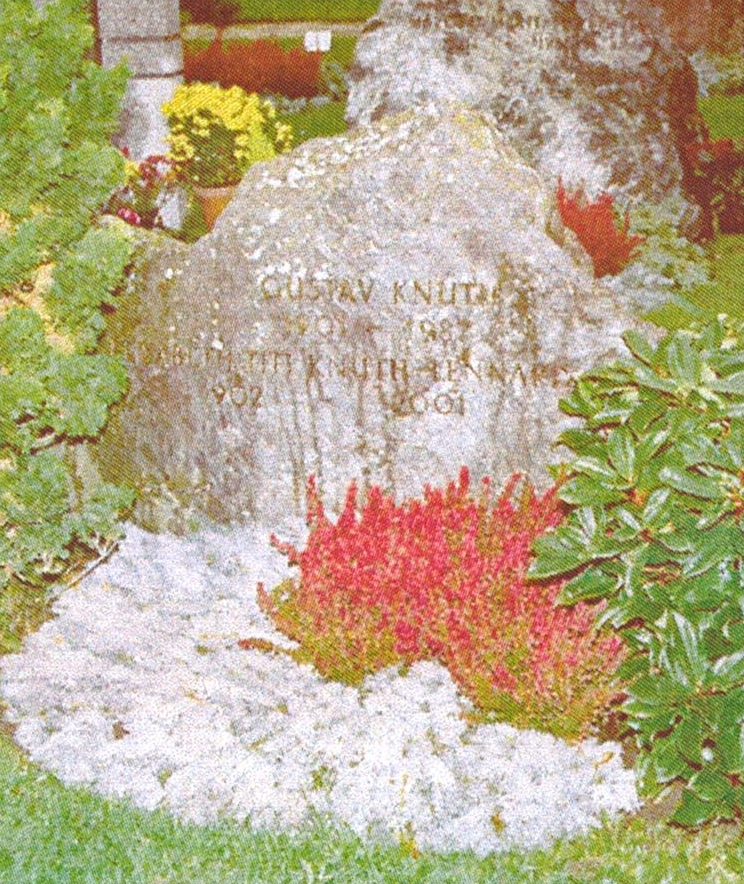
Grabstätte von Gustav Knuth

Sein Vater war der Reichsbahnschaffner Christoph Karl Gustav Knuth, seine Mutter dessen Frau Johanna Friederike Luise Hermine Knuth, geborene Jürges. Vom Vater nach der Volksschule in eine Schlosserlehre gedrängt, brach er diese Ausbildung ab und nahm, finanziert durch seine Schwester Else, Schauspielunterricht bei dem Schauspieler Casimir Paris in Braunschweig.
Sein Sohn war Klaus Knuth, seine Enkelin Nicole Knuth.

## Wirken
Auf Paris’ Vermittlung hin erhielt er 1918 sein erstes Engagement am Stadttheater Hildesheim. Es folgte von 1919 bis 1922 das Stadttheater Harburg. Zwischen 1922 und 1925 spielte er am Stadttheater Basel, von 1925 bis 1933 am Stadttheater Altona. Von 1933 bis 1936 arbeitete er am Deutschen Schauspielhaus in Hamburg. Von dort wurde er an das Preußische Staatstheater Berlin verpflichtet, wo er bis 1945 blieb.
Seit 1935 stand Knuth auch vor der Filmkamera. Er spielte in den folgenden Jahren meist recht unauffällige, schlichte und etwas ungelenke Liebhaber. Als seinen besten Film bezeichnete er den 1944 gedrehten, aber erst 1946 aufgeführten Film Unter den Brücken unter der Regie von Helmut Käutner. Er stand 1944 in der Gottbegnadeten-Liste des Reichsministeriums für Volksaufklärung und Propaganda.
Zwischen 1945 und 1949 war Knuth u. a. wieder am Deutschen Schauspielhaus Hamburg tätig. 1946 berief ihn die britische Besatzungsmacht als Vertreter der Kulturschaffenden in die Ernannte Bürgerschaft Hamburgs. Bei den ersten Wahlen zur Bürgerschaft im selben Jahr trat er als Spitzenkandidat des Freien Kulturpolitischen Bundes an, blieb jedoch erfolglos und zog nicht in das Parlament ein.
Ab 1949 gehörte er zum Ensemble des Schauspielhauses Zürich. Dort spielte er unter anderem zusammen mit Therese Giehse. Friedrich Dürrenmatt schrieb für Knuth die Rolle des Wissenschaftlers Beutler in seinem Stück Die Physiker. Dieses Stück wurde 1964 von Fritz Umgelter mit Knuth und Giehse in den ihnen auf den Leib geschriebenen Rollen für das Fernsehen inszeniert.
In den Filmen der 1950er Jahre spielte Knuth vorwiegend wohlhabende, etwas vierschrötige, aber meist herzlich-heitere Gestalten wie den Herzog Max in Bayern in der Sissi-Trilogie. Nur in dem Film Die Mücke war er als Waffenschieber ausnahmsweise in einer negativen Rolle zu sehen.
Mit dem Erfolg des Fernsehens in den 1960er Jahren erschloss sich Knuth ein größeres Publikum. In der Rolle des Tierarztes Dr. Hofer in der Serie Alle meine Tiere spielte er sich schnell in die Herzen seines Publikums. Während der 1960er und 1970er Jahre zählte er zu den profiliertesten deutschen TV-Darstellern und spielte in zahlreichen Filmen und Serien volkstümliche, gutmütige Charaktere.
Einen weiteren Fernseherfolg hatte Gustav Knuth im Jahre 1967/68 mit der Familienserie Großer Mann was nun? In der populären Zirkus-Serie Salto Mortale verkörperte er das Oberhaupt der Artistenfamilie. Auch die 26-teilige Familienserie Drüben bei Lehmanns aus dem Jahre 1971 fand großen Anklang. 1979 war Knuth unter der Regie von Wolfgang Staudte als Eiserner Gustav in dem gleichnamigen Mehrteiler zu sehen. Seine letzte Kinorolle spielte er 1981 in Der Bockerer.
Er war auch immer wieder mal als Hörspielsprecher tätig. So hatte er 1953 unter der Regie von Eduard Hermann als Philip Droste eine der Hauptrollen im dritten Paul-Temple-Mehrteiler Paul Temple und der Fall Vandyke von Francis Durbridge inne.
Gustav Knuth war verheiratet mit Gustl Busch; der gemeinsame Sohn Klaus Knuth (1935–2012) wurde ebenfalls Schauspieler. Die Ehe wurde in den 1930er Jahren geschieden. Knuth heiratete dann seine Kollegin Elisabeth Lennartz. Seine Enkelin ist die Schauspielerin Nicole Knuth, die als eine Hälfte des Bühnen-Duos Knuth und Tucek 2011 mit dem Salzburger Stier ausgezeichnet wurde.
1974 veröffentlichte Knuth seine Memoiren Mit einem Lächeln im Knopfloch. Er starb 1987 im Alter von 85 Jahren an einem Schlaganfall.  Seine letzte Ruhestätte befindet sich auf dem Friedhof von Hinterriet/Küsnacht bei Zürich.

## Auszeichnungen
Gustav Knuth wurde 1935 zum Staatsschauspieler ernannt. Für seine darstellerische Leistung in Der Lügner wurde er 1962 mit dem Ernst-Lubitsch-Preis ausgezeichnet. In den Jahren 1967, 1968 und 1980 erhielt Knuth jeweils einen Goldenen, sowie 1970 einen Silbernen Bambi, 1976 bekam er die Goldene Kamera als Talkshow-Gastgeber für den SFB-Künstlerstammtisch. Für sein langjähriges und hervorragendes Wirken im deutschen Film wurde er 1974 mit dem Filmband in Gold geehrt.

## Filmografie

### Kinofilme
- 1935: Der Ammenkönig
- 1937: Heimweh
- 1938: Schatten über St. Pauli
- 1939: Der Vorhang fällt
- 1939: Mann für Mann
- 1939: Das Lied der Wüste
- 1939/41: Pedro soll hängen
- 1940: Zwischen Hamburg und Haiti
- 1941: Das Mädchen von Fanö
- 1941: Friedemann Bach
- 1942: Das große Spiel
- 1943: Gefährtin meines Sommers
- 1943: Ein glücklicher Mensch
- 1944: Große Freiheit Nr. 7
- 1944/46: Unter den Brücken
- 1944/48: Fahrt ins Glück
- 1949: Das Geheimnis der roten Katze
- 1949: Tromba
- 1949: 1 x 1 der Ehe
- 1949: Der blaue Strohhut
- 1950: Geliebter Lügner
- 1950: Der Theodor im Fußballtor
- 1950: Es kommt ein Tag
- 1950: Land der Sehnsucht
- 1951: Eine Frau mit Herz
- 1951: Das seltsame Leben des Herrn Bruggs
- 1951: Der blaue Stern des Südens
- 1952: Palace Hotel
- 1952: Das kann jedem passieren
- 1952: Der fröhliche Weinberg
- 1953: Zwiespalt des Herzens (Die Venus vom Tivoli)
- 1953: Keine Angst vor großen Tieren
- 1953: Muß man sich gleich scheiden lassen?
- 1953: Die Nacht ohne Moral
- 1954: Raub der Sabinerinnen
- 1954: Die Mücke
- 1954: Auf der Reeperbahn nachts um halb eins
- 1955: Geliebte Feindin
- 1955: Griff nach den Sternen
- 1955: Die Ratten
- 1955: Himmel ohne Sterne
- 1955: Sissi
- 1955: Ich denke oft an Piroschka
- 1955: 08/15 in der Heimat
- 1956: Regine
- 1956: Hengst Maestoso Austria
- 1956: Heute heiratet mein Mann
- 1956: Heidemarie
- 1956: Wenn wir alle Engel wären
- 1956: Spion für Deutschland
- 1956: Sissi, die junge Kaiserin
- 1956: Der Bettelstudent
- 1957: Robinson soll nicht sterben
- 1957: … und die Liebe lacht dazu
- 1957: Das Schloß in Tirol
- 1957: Die Angst vor der Gewalt (Der 10. Mai)
- 1957: Der Graf von Luxemburg
- 1957: Sissi – Schicksalsjahre einer Kaiserin
- 1957: Wenn Frauen schwindeln
- 1957: Ein Stück vom Himmel
- 1958: Man ist nur zweimal jung
- 1958: Ihr 106. Geburtstag
- 1958: Der schwarze Blitz
- 1958: Hoch klingt der Radetzkymarsch
- 1958: Kleine Leute mal ganz groß
- 1958: Das Dreimäderlhaus
- 1959: Geliebte Bestie
- 1959: Alle lieben Peter
- 1959: 2 x Adam, 1 x Eva
- 1959: Buddenbrooks 1. Teil
- 1959: Freddy unter fremden Sternen
- 1960: Ich heirate Herrn Direktor
- 1960: Das kunstseidene Mädchen
- 1960: Kein Engel ist so rein
- 1960: Lampenfieber
- 1960: Der Herr mit der schwarzen Melone
- 1960: Conny und Peter machen Musik
- 1960: Eine Frau fürs ganze Leben
- 1960: Der Teufel hat gut lachen
- 1960: Auf Engel schießt man nicht
- 1960: An heiligen Wassern
- 1961: Eine hübscher als die andere
- 1961: Musik ist Trumpf
- 1961: Nur der Wind
- 1961: Wenn Männer Schlange stehen (Chikita)
- 1961: Der Lügner
- 1963: Die Nylonschlinge
- 1963: Meine Tochter und ich
- 1964: Rote Lippen soll man küssen (Die ganze Welt ist himmelblau)
- 1964: Das hab ich von Papa gelernt
- 1964: Jetzt dreht die Welt sich nur um dich
- 1964: Heiß weht der Wind
- 1965: Schüsse im 3/4 Takt
- 1965: Heidi
- 1965: Tante Frieda – Neue Lausbubengeschichten
- 1966: Der Kongreß amüsiert sich
- 1966: Onkel Filser – Allerneueste Lausbubengeschichten
- 1968: Frau Wirtin hat auch einen Grafen
- 1969: Die tolldreisten Geschichten – nach Honoré de Balzac
- 1969: Charley’s Onkel
- 1969: Pepe, der Paukerschreck
- 1981: Der Bockerer

### Fernsehfilme
- 1961: Und Pippa tanzt
- 1963: Der Privatsekretär
- 1963: Eine schöne Bescherung
- 1964: Ein Volksfeind
- 1964: Die Physiker
- 1965: Kabale und Liebe
- 1965: Das Leben des Horace A.W. Tabor
- 1966: Großer Ring mit Außenschleife
- 1967: Kranichtanz
- 1968: Der Meteor
- 1968: Das Lächeln hinterm Vorhang
- 1969: Die Reise nach Tilsit
- 1970: Die Herberge
- 1971: Professor Sound und die Pille
- 1971: Glückspilze
- 1971: Die heilige Johanna
- 1972: Die Glückspirale
- 1975: Damals wie heute
- 1976: Das kleine Hofkonzert
- 1977: Schwindelig vor Geld und Liebe
- 1977: Links und rechts vom Ku’damm
- 1977: Gaslicht
- 1978: Kleine Geschichten mit großen Tieren
- 1979: Wo die Liebe hinfällt
- 1980: Die Alten kommen
- 1981: Der Schützling
- 1981: Oh du fröhliche
- 1982: So oder so ist das Leben

### Fernsehserien
- 1962–1963: Alle meine Tiere
- 1967–1968: Großer Mann was nun?
- 1969–1972: Salto Mortale
- 1971–1973: Drüben bei Lehmanns
- 1972: Kleinstadtbahnhof
- 1972: Der Illegale
- 1973: Neues vom Kleinstadtbahnhof
- 1973: Hallo – Hotel Sacher … Portier!
- 1973: Eine Frau bleibt eine Frau
- 1974: Die Powenzbande
- 1975: Hallo – Hotel Sacher … Portier!
- 1979: Der eiserne Gustav
- 1981: Leute wie du und ich
- 1983: Polizeiinspektion 1

## Hörspiele (Auswahl)
Quelle: ARD-Hörspieldatenbank
- 1926: Hans Sturm; W. Färber: Das Extemporale – Regie: Felix Hauser (NORAG) – Erstsendung: 5. August 1926
- 1926: Ludwig Fulda: Jugendfreunde – Regie: Felix Hauser (NORAG) – Erstsendung: 14. August 1926
- 1926: Ludwig Fulda: Lottchens Geburtstag – Regie: Felix Hauser (NORAG) – Erstsendung: 22. August 1926
- 1945: Carl Zuckmayer: Der Hauptmann von Köpenick – Regie: Helmut Käutner (Radio Hamburg) – Erstsendung: 3. September 1945
- 1945: Oskar Blumenthal; Gustav Kadelburg: Im weißen Rössl – Regie: Otto Kurth (NWDR) – Erstsendung: 10. Dezember 1945
- 1946: Molière: Tartuffe – Regie: Otto Kurth (NWDR) – Erstsendung: 14. Januar 1946
- 1946: Heinrich Heine: Ratcliff – Regie: Gustav Burmester (NWDR) – Erstsendung: 17. Februar 1946
- 1946: Johann Wolfgang von Goethe: Urfaust – Regie: Ludwig Cremer (NWDR) – Erstsendung: 1. April 1946
- 1946: George Bernard Shaw: Pygmalion – Regie: Otto Kurth (NWDR) – Erstsendung: 1. Juli 1946
- 1950: Gerda Corbett: Freundinnen – Regie: Heinz-Günter Stamm (BR) – Erstsendung: 19. Mai 1950
- 1950: William Shakespeare: Ein Sommernachtstraum – Regie: Heinz-Günter Stamm (BR) – Erstsendung: 26. Juli 1950
- 1950: Alphonse Daudet: Die Abenteuer des Herrn Tartarin de Tarascon – Regie: Heinz-Günter Stamm (BR) – Erstsendung: 3. Dezember 1950
- 1951: Gerhart Hauptmann: Hanneles Himmelfahrt – Regie: Heinz-Günter Stamm (BR) – Erstsendung: 14. September 1951
- 1953: Wilhelm Hauff: Der Traum vom Glanz der Welt – Regie: Ludwig Cremer (NWDR) – Erstsendung: 16. Juni 1953
- 1953: Anton Tschechow: Der Bär – Regie: Eduard Hermann (NWDR) – Erstsendung: 7. August 1953
- 1953: Lothar Tank: Goethe schreibt ein Hörspiel – Regie: Wilhelm Semmelroth (NWDR) – Erstsendung: 18. August 1953
- 1953: Francis Durbridge: Paul Temple und der Fall Vandyke (3. Teil: Mr. Droste wird vorgestellt) – Regie: Eduard Hermann (NWDR) – Erstsendung: 25. September 1953
- 1953: Francis Durbridge: Paul Temple und der Fall Vandyke (4. Teil: Boulevard Seminaire) – Regie: Eduard Hermann (NWDR) – Erstsendung: 2. Oktober 1953
- 1953: Francis Durbridge: Paul Temple und der Fall Vandyke (5. Teil: Roger Shelly gibt einen Wink) – Regie: Eduard Hermann (NWDR) – Erstsendung: 9. Oktober 1953
- 1953: Francis Durbridge: Paul Temple und der Fall Vandyke (6. Teil: Der Verdächtige Nr. 1) – Regie: Eduard Hermann (NWDR) – Erstsendung: 16. Oktober 1953
- 1953: Hellmut von Cube: Der falsche Schutzengel – Regie: Heinz-Günter Stamm (BR) – Erstsendung: 20. Oktober 1953
- 1953: Francis Durbridge: Paul Temple und der Fall Vandyke (8. Teil: Mr. Vandyke) – Regie: Eduard Hermann (NWDR) – Erstsendung: 30. Oktober 1953
- 1953: Johannes von Tepl: Der Ackermann und der Tod – Regie: Ludwig Cremer (NWDR) – Erstsendung: 22. November 1953
- 1953: Heinrich Rossbacher: Roter Mohn – Regie: Franz Zimmermann (NWDR) – Erstsendung: 8. Dezember 1953
- 1954: Rudolf Oswald Diehl: Das ungeschriebene Gesetz – Regie: Raoul Wolfgang Schnell (NWDR / SFB) – Erstsendung: 23. Juli 1954
- 1955: Jacques Perret, Jean Forest: Ein Ding taucht auf – Regie: Eduard Hermann (NWDR) – Erstsendung: 18. Januar 1955
- 1955: Jürgen Gütt: Neues aus Schilda (Folge: Die gräßlichen Zwillinge) – Regie: Raoul Wolfgang Schnell (NWDR) – Erstsendung: 21. Januar 1955
- 1955: Johannes Hendrich: Lauter Engel um Monsieur Jacques – Regie: Raoul Wolfgang Schnell (NWDR) – Erstsendung: 9. Februar 1955
- 1955: Johan-Mark Elsing: Das große Wagnis (10. Teil: Ende und Sinn des Abenteuers) – Regie: Kurt Meister (NWDR) – Erstsendung: 12. Februar 1955
- 1955: Heinz Ulrich: Ich wünsche mir einen Mann – Regie: Heinz-Günter Stamm (BR) – Erstsendung: 15. Februar 1955
- 1955: Carl Stefan: Alle unter einem Hut – Regie: Eduard Hermann (NWDR) – Erstsendung: 17. Februar 1955
- 1955: Georges Simenon: Maigret und die nette alte Dame – Regie: Raoul Wolfgang Schnell (NWDR) – Erstsendung: 4. März 1955
- 1955: William Shakespeare: Der Widerspenstigen Zähmung – Regie: Walter Ohm (BR) – Erstsendung: 8. März 1955
- 1955: Ugo Betti: Die Flüchtende – Regie: Ludwig Cremer (NWDR) – Erstsendung: 14. April 1955
- 1955: Helene Schmoll: Die Chamäleondame – Regie: Kurt Meister (NWDR) – Erstsendung: 26. August 1955
- 1955: Manuel van Loggem: Das Haus am Hafen – Regie: Ludwig Cremer (NWDR) – Erstsendung: 2. Dezember 1955
- 1955: Gotthold Ephraim Lessing: Nathan der Weise – Regie: Walter Ohm (BR) – Erstsendung: 13. Dezember 1955
- 1956: Walter Andreas: Des Königs Sohn – Regie: Gottfried Gülicher (WDR) – Erstsendung: 7. Januar 1956
- 1956: Karl May: Winnetou (8. Teil: Die Eisenbahnräuber) – Regie: Kurt Meister (WDR) – Erstsendung: 25. Februar 1956
- 1956: Karl May: Winnetou (9. Teil: Winnetous Tod) – Regie: Kurt Meister (WDR) – Erstsendung: 3. März 1956
- 1956: Friedrich Dürrenmatt: Herkules und der Stall des Augias – Regie: Walter Ohm (BR) – Erstsendung: 26. Juni 1956
- 1956: Marcel Pagnol: Gottes liebe Kinder – Regie: Raoul Wolfgang Schnell (WDR / NDR) – Erstsendung: 20. Dezember 1956
- 1956: Anton Tschechow: Ein Heiratsantrag – Regie: Ludwig Cremer (WDR) – Erstsendung: 17. Januar 1956
- 1958: Franz Essel: Alexander in Athen – Regie: Raoul Wolfgang Schnell (WDR) – Erstsendung: 10. Januar 1958
- 1958: Johannes Hendrich: Lauter Engel um Monsieur Jacques – Regie: Heinz-Günter Stamm (BR) – Erstsendung: 25. Oktober 1958
- 1959: Franz von Schönthan, Paul von Schönthan: Der Raub der Sabinerinnen – Regie: Heinz-Günter Stamm (BR) – Erstsendung: 1. Februar 1959
- 1959: Sophokles, Ezra Pound: Die Frauen von Trachis – Regie: Walter Ohm (BR) – Erstsendung: 3. Juli 1959
- 1961: Walter Bauer: Das Bild an der Wand – Regie: Gustav Burmester (NDR) – Erstsendung: April 1961
- 1961: Christopher Fry: Ein Schlaf Gefangener – Regie: Cläre Schimmel (SDR) – Erstsendung: 6. Dezember 1961
- 1962: Edmond Kinds: Die Spatzen von Baltimore – Regie: Ludwig Cremer (WDR) – Erstsendung: 25. Juli 1962
- 1963: Bernd Grashoff: Memoiren eines Butlers – Regie: Heinz-Günter Stamm (BR) – Erstsendung: 20. Januar 1963
- 1963: Padraic Fallon: Im Gasthaus zur Brücke – Regie: Ludwig Cremer (SDR / BR / RIAS Berlin) – Erstsendung: 29. Dezember 1963
- 1963: Jürg Federspiel: Orangen vor ihrem Fenster – Regie: Kurt Hirschfeld (HR / NDR / SR DRS) – Erstsendung: 17. Februar 1964
- 1963: Georges Simenon: Georges Simenon-Reihe (5. Folge: Die grünen Fensterläden) – Regie: Gert Westphal (SWF / WDR) – Erstsendung: 10. März 1964

## Zitate
„Wer einen Standpunkt allzu lange vertritt, bekommt schiefe Absätze.“

## Autobiographie
- Gustav Knuth: Mit einem Lächeln im Knopfloch. Verlagsgesellschaft R. Glöss & Co., Hamburg 1974, ISBN 978-3-87261-000-3.
- Gustav Knuth: Darüber hab’ ich sehr gelacht. Verlagsgesellschaft R. Glöss & Co., Hamburg 1978, ISBN 978-3-87261-010-2.